# Lago Boracifero
Il lago Boracifero è un bacino lacustre situato nell'area geotermica del versante grossetano delle Colline metallifere, nella parte nord-occidentale del territorio comunale di Monterotondo Marittimo, presso la vicina frazione alla quale è stata conferita la denominazione proprio dal lago stesso.
Il bacino lacustre occupa un'area ai piedi delle vicine pendici collinari, caratterizzata da un paesaggio quasi del tutto spoglio di vegetazione con caratteristiche lunari per la presenza delle vicine sorgenti geotermiche. Le sue origini, risalenti al 1282, sono dovute alla condensazione dei vari gas emessi dal sottosuolo a temperature elevatissime: la formazione del lago è stata possibile nella ristretta area situata a quote inferiori rispetto a tutte le altre zone circostanti a seguito dell'attività vulcanica del Vecchienna (complesso di Larderello), che determinò un'eruzione gassosa e freatomagmatica (stimata in VEI 3) con pietre e sassi piovuti fino a una distanza di circa 3 km ed emissioni di ceneri rosse in atmosfera fino ad una distanza di circa 150 km.
Il lago si caratterizza per la presenza di emissioni gassose dovute alla naturale attività geotermica, mentre le acque, di tipo sulfureo, risultano in alcuni tratti caratterizzate da elevata presenza di fango; il bacino lacustre è parzialmente occultato in alcuni punti dai canneti palustri.
Il paesaggio circostante, con colorazioni prevalenti dal bianco al grigio, ha fatto istituire in tempi recenti il Parco naturalistico delle Biancane, in cui rientra marginalmente anche il bacino lacustre e i vicini stabilimenti che convertono l'energia geotermica in energia elettrica.